# Akżurek Tanatarow
Akżurek Dostykowicz Tanatarow (oryg. Акжурек Достыкович Танатаров; ur. 3 września 1986 w Ałmaty) – kazachski zapaśnik rywalizujący w stylu wolnym. Brązowy medalista Igrzysk Olimpijskich w Londynie.
Brązowy medalista mistrzostw świata w 2017. Złoty medalista mistrzostw Azji w 2017.
Podczas Igrzysk Kazach uczestniczył w kategorii 66 kg. W pierwszej walce (1/8 finału) pokonał Ukraińca Andrija Kwiatkowskiego 3:1, a następnie 3:2 zwyciężył z Ormianinem Dawitem Safarianem. W półfinale przegrał 1:3 z reprezentantem Indii Sushilem Kumarem. W pojedynku o brązowy medal pokonał 3:1 wyłonionego w repasażach Turka Ramazana Şahina.